# Cova del Volcán del Faro
La cueva del Volcán del Faro (Cova del volcà del Faro en valenciano) es un yacimiento arqueológico situado en la localidad de Cullera (Valencia), que ha proporcionado restos materiales datados entre el Paleolítico Superior y época moderna.

## Localización

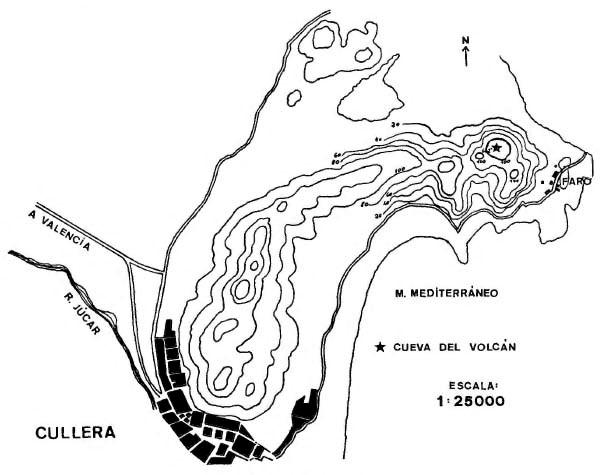
(Figura 2) Cova del Volcán del Faro, Cullera.

Con unas coordenadas de latitud 39º 11’09.31” N/ longitud 0º 13’13.36” O y una altura de 122 metros sobre el nivel del mar. La Cova del Volcán del Faro está situada a 7 kilómetros en dirección norte de la localidad de Cullera (Valencia), muy cercana a la costa. (Figura 1 y 2).

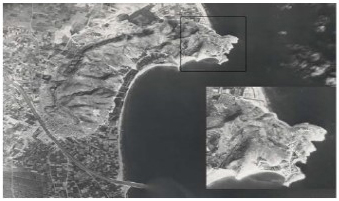
(Figura 1) Localización del yacimiento de la Cova del Volcán del Faro en Cullera, Valencia.

## Descripción
Tradicionalmente, se denomina a esta cueva “Volcán” debido al hundimiento de la bóveda a partir de una enorme oquedad, a causa de la disolución de la roca caliza que formaba la cueva, dando lugar a una formación morfológicamente similar a un cráter. En la localidad se conoce con la toponimia de Cova de l’Hort de Cortés.
Se conoce por publicaciones D. Alfredo His, colaborador del S. I. P. (Servei d’ Investigació Prehistòrica) de la Diputació de València que la cueva ha sufrido grandes modificaciones a causa de la urbanización turística, pero gracias al acceso de material fotográfico antiguo, ha permitido conocer que la morfología original era ovalada, con paredes abruptas en el lado occidental.

## Descubrimiento del yacimiento
La acumulación de los sedimentos en las cuevas y de los abrigos hizo que D. Alfredo His llevara a varios arqueólogos para que lo viesen. Como consecuencia logró el interés de D. Domingo Fletcher Valls, Director del S. I. P., viendo necesaria la ayuda del Grupo Espeleológico “Vilanova y Piera” ya que, la exploración de las galerías era difícil. Una decisión favorable porque en la oquedad de la Arena se hallaron punzones de hueso, otro de cobre más largo y un cuchillo de sílex grande. Pero, además, este grupo de espeleólogos llegaron a una oquedad llamada “Morter”, la actual “Cova del Volcán del Faro”.
Durante el verano del 1968, se pusieron en contacto con el Centre Cullerenc de Cultura el cual, iba a dirigir las excavaciones que el S. I. P. había programado en el poblado del Alt del Fort, Cullera. Tras finalizar las excavaciones, el equipo se trasladaría a la Cueva del Morter para prospectarla, duraría cuatro días y el día 22 de julio hallarían unos niveles paleolíticos motivando al equipo solicitando los permisos oficiales para llevar a cabo las excavaciones bajo el nombre del Director del S. I. P., también conseguirían que las autoridades de la localidad y de la provincia paralizasen las obras que hacían peligrar la integridad de la cueva.
Una década después de las excavaciones se redactó el informe donde informaba de la situación del yacimiento y donde también se pedía un plan de protección y conservación. En el yacimiento se eliminaron los restos de las estructuras antiguas que se dejaron en el área de excavación, además de reparar el vallado perimetral. En el año 2010 la vegetación de matorrales cubría el yacimiento, además de haber sufrido desprendimientos de grandes bloques que hacía peligrar la conservación de la cueva. En el año 2011 se redactaría el “Proyecto para la evaluación del estado actual del yacimiento y su potencialidad”.

## Excavación
En el yacimiento se han hecho IX campañas financiadas por la Dirección General del Patrimonio Artístico y Cultural, por el Ayuntamiento de Cullera y por el S. I. P.

### Campaña I
En el año 1968, se hizo una incisión estratigráfica para recoger y salvaguardar el máximo material posible porque corría el riesgo de ser destruido. Posteriormente, se realizaron las catas interiores junto a una pared del abrigo que tiene una superficie de 3’50 por 2’30 metros de lado.

### Campaña II a la VIII
Entre los años 1969 al 1975 vieron que en una longitud de unos 30 metros se abría un abrigo que tenía una profundidad de 11’25 metros, mientras que la cueva no era más que la parte superior de la cubierta que se había formado al derrumbarse. Posteriormente, excavaron una cuadrícula de unos 5 metros de lado y la dividieron en otras cuadrículas de un metro con numeraciones del 1 al 25. Esta cuadrícula la denominaron Sector A (Figura 3), excavaron 43 capas de espesor alcanzando los 9’50 metros de profundidad, pero las excavaciones se suspendieron al llegar a numerosos bloques pétreos impidiendo continuar con la cata.

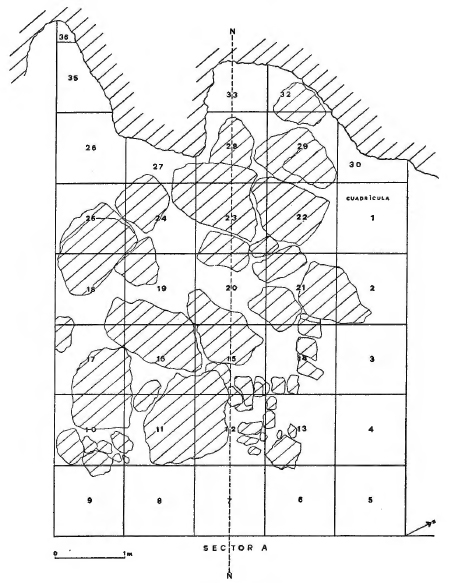
(Figura 3) Sector A del yacimiento de la Cova del Volcán del Faro, Cullera.

### Campaña IX
En el año 1976 reestructuraron la parte superior del abrigo a la manera del sistema de coordenadas cartesianas. De las antiguas cuadrículas eligieron dos que estaban adyacentes, la cuadrícula I 23 y la I 25 de 1 metro y cuatro capas cada una, en cada capa iban dejando “in situ” materiales numerados e inventariados.

## Estratigrafía

### Sector N
En el sondeo estratigráfico que se realizó durante la campaña I en el Sector N se puede ver lo siguiente:

#### Nivel A
Se encontraron restos de cerámica en una tierra que era de color negruzco y polvorienta siendo diferente a los niveles paleolíticos. La cerámica que se encontró era ibérica, pero también había cerámica moderna y medieval. En los niveles más bajos había cerámica hecha a mano y fragmentos hechos a torno. Finalmente, se encontró cerámica hecha a mano.

#### Nivel B
Se encontró tierra de color blanquecina y granulosa que era estéril. No se encontró ningún tipo de material porque era un lugar de paso de animales salvajes, por lo que lo denominaron como “La Grieta”.

#### Niveles de C a F
La tierra es de un color marrón-rojizo y estaría datado en el Magdaleniense, aun así es una tierra muy rica en materiales líticos y óseos. En cuanto a materiales líticos se han encontrado: buriles, hojas y hojitas de borde y de dorso rebajado, lascas, perforadores y puntas de escotadura de tipo levantino y raspadores; en cuando materiales óseo se han encontrado: azagayas monobiseladas y acanaladas, un bastón perforado o “de mando”, punzones y varillas entre muchas cosas más.

### Sector A
En el Sector A se ha podido distinguir dos niveles:

#### Nivel A
La tierra tiene un color negruzco y marrón en la superficie donde habría una habitación que estaba al aire libre ya que, habría fauna. Se encontró sílex de color blancuzco y deshidratado, material lítico como buriles, hojas y hojitas de dorso y borde rebajado, hojas y lascas, microrraspadores y raspadores.

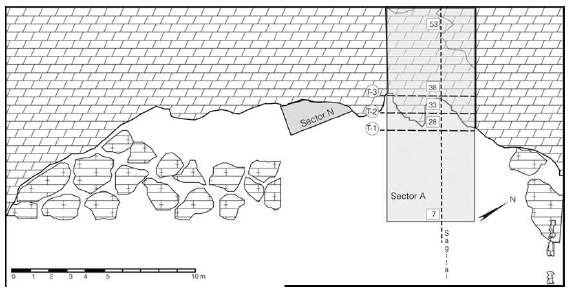
(Figura 4) Planta de los sectores excavados.

#### Nivel B
La tierra tiene un color marrón-rojizo uniforme. Se pudo apreciar que había un gran número de hogares, todos ellos superpuestos, apoyados a la pared del abrigo y delimitados los unos de los otros con piedras. Se encontró material lítico como buriles, hojas y hojitas de borde y dorso rebajado entre el sílex, puntas de escotadura de tipo levantino y raspadores. Por otro lado, se encontró material óseo como azagayas monobiseladas, azagayas acanaladas contornos recortados, punzones y varillas (Figura 4).

## Hallazgos por campañas

### Campaña I
En el verano del año 1968 los materiales que se encontraron en el Sector N según sus capas fueron: buriles, hojitas de dorso rebajado, perforadores, raspadores… destaca por su pedúnculo la pieza C de la capa XV; la punta con retoque bifacial en la capa XVII (G); la punta de escotadura o punta de muesca de tipo levantino de la capa XVII (I); la pieza K de la capa XX y finalmente, la pieza L de la capa XXI.

En cuanto a material óseo se encontraron la pieza N que tiene marcas de acanaladura longitudinales de la capa XIV, una azagaya de bisel simple de tipo Magdaleniense de la capa XVI (M), y finalmente, una punta de hueso con el inicio de bisel de la capa XXII (Ñ) (Figura 5).

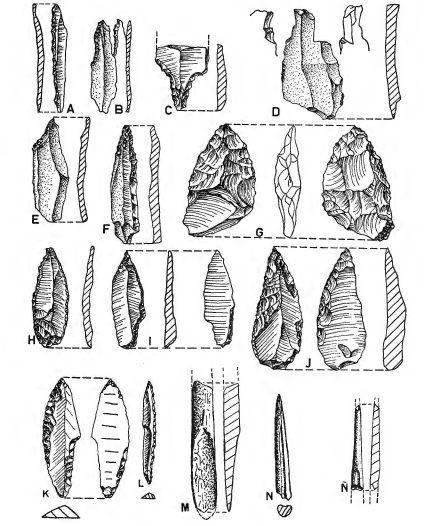
(Figura 5) Materiales del Sector N por niveles.

Pero si hay una pieza a destacar es la que se encontró en la capa XIX, se trata de un bastón perforado o un bastón de mando hecho en hueso. Su longitud es de 24 cm., tiene numerosas líneas paralelas incisas y algunas pareadas. Por el momento, no se ha encontrado representación figurada en el bastón (Figura 6).

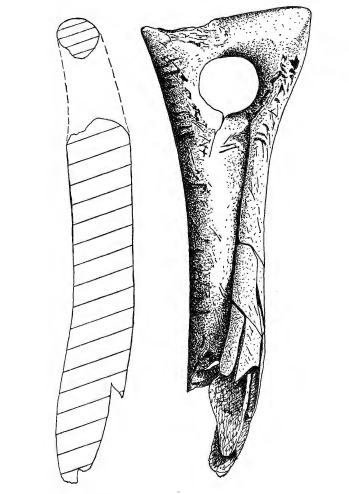
(Figura 6) Bastón de mando de la Capa XIX.

### Campaña II
En el verano del año 1969 los materiales que se encontraron en el Sector A según sus capas fueron: 
En la primera capa se encontraron cerámicas hechas a torno y hechas a mano, todas las piezas mezcladas. En cuanto a material lítico se encontraron buriles, hojitas de dorso rebajado y raspadores (de A a E). En cuanto a fauna, había abundante malacológica y pocas esquirlas de hueso de mastológica.
En la segunda capa se encontró bastante fauna malacológica aunque, en menos cantidad que en la primera capa, también se encontró escasa fauna de mastológica . En cuanto a material lítico se encontraron buriles, hojitas de dorso rebajado, núcleos y raspadores (de F a M).
La tercera capa es distinta a las capas anteriores, aquí se trabajó las cuadrículas 7, 28 y 33. En estas cuadrículas se encontraron un buril, un dentalium perforado, 23 piezas de hélix, una hojita-sierra, varias hojitas retocadas y numerosas hojitas y lascas microlíticas, un raspador, 840 sílex donde había hojitas de dorso rebajado; varias esquirlas de huevo y una concha marina con el natis perforado (de N a P).
En las cuadrículas 28 y 33 se encontraron buriles, hélix, hojitas de dorso rebajado, núcleos, un fragmento de pecten, raspadores y sílex entre otros materiales como huesos y molares de animales.  

La cuarta capa es prácticamente igual que la tercera capa por lo tanto, los materiales que se encontraron son iguales, pero destacaría la pieza Q (Figura 7). 

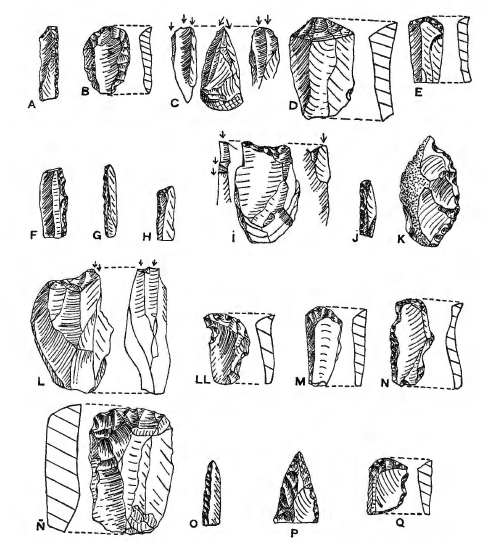
(Figura 7) Materiales Sector A de la campaña II.

### Campaña III
En el verano del año 1970 se continuó la excavación del Sector A, levantaron la quinta capa de las cuadrículas y la tercera capa de tierra endurecida. Los materiales que se encontraron fueron: buriles siendo el más común el de truncadura retocada oblicuo aunque, también hay de ángulo sobre rotura y centrales, escalenos, hojitas y hojitas de dorso rebajado, micro-raspadores y raspadores. En la cuadrícula 21 se encontró un microburil. 
En el caso de piezas óseas se encontró un punzón de hueso . Y finalmente, en cuanto a fauna predominan los conejos, y en menor medida están los cápridos y algún molar de équido o hélix, también se encontró alguna concha marina. 
A partir del 1,50 m excavado, aparecieron triángulos escalenos y a partir de los 230 m apareció en la cuadrícula 32 una azagaya de bisel simple. Posteriormente, se encontraron más materiales líticos como buriles de diferentes tipos, hojitas de dorso rebajado, micro-raederas, micro-raspadores y raspadores, perforadores y “raclette”.
En cuanto a material óseo se encontraron fragmentos de bisel, varias varillas de sección semicircular. A partir de los 3 m. excavados apareció un punzón de hueso acanalado; en la capa 10 de la cuadrícula 21 apareció una escotadura que es de tipo levantino; en la capa 14 aparecerían tres puntas más. Y finalmente, en la capa 17 se suspendería las excavaciones.

### Campaña IV
En el verano del 1971 se alcanzaría los 3,50 m de profundidad excavada. Los materiales, tanto líticos como óseos, han disminuido en cantidad pero se ha mantenido la calidad en algunas piezas como:
En cuanto a material lítico, se han encontrado una base cóncava de técnica gravetiense, buriles, una punta de escotadura de tipo levantino, hojas y lascas, varios hendidores de cuarcita y caliza, varias hojitas de dorso rebajado, algún perforador, una punta de cara plana y varios raspadores. En cuanto a material óseo se ha encontrado una azagaya monobiselada, un fragmento de azagaya de menor dimensión y un punzón de caña de hueso. 